# Reynolds Price
Reynolds Price (* 1. Februar 1933 in Macon, North Carolina; † 20. Januar 2011 in Durham, North Carolina) war ein US-amerikanischer Schriftsteller und Literaturwissenschaftler.

## Leben
Price erwarb 1955 an der Duke University einen Bachelor (Bachelor of Arts, A.B.) und 1958 mit einem Rhodes-Stipendium an der University of Oxford einen zweiten Bachelor (Bachelor of Letters, B.Litt.). Anschließend erhielt er eine Anstellung an der Duke University zunächst als Dozent, 1977 als Professor für Anglistik. Hier hielt er Vorlesungen über kreatives Schreiben, über John Milton oder Gospels. An der Duke University blieb er über 50 Jahre lang, obwohl seine erste Anstellung zunächst auf drei Jahre befristet war. Zu seinen Schülern zählen Anne Tyler und Josephine Humphreys.
Reynolds Price schrieb eine Reihe von Romanen, die überwiegend im ländlichen oder kleinstädtischen North Carolina spielen, aber auch Kurzgeschichten, Theaterstücke, Gedichte, Essays und drei Autobiografien. Außerdem übersetzte er Passagen aus der Bibel. Price wurde oft mit William Faulkner verglichen, sah aber eher Eudora Welty als sein Vorbild.
Für seinen Debüt-Roman A Long and Happy Life erhielt Price 1963 den William Faulkner Foundation Award, für den Roman Kate Vaiden 1986 den National Book Critics Circle Award. 1990 beziehungsweise 1994 waren sein autobiographisches Werk Clear Pictures: First Loves, First Guides und seine Sammlung von Erzählungen Collected Stories jeweils für einen Pulitzer-Preis nominiert. 1964 erhielt Price ein Guggenheim-Stipendium. 1988 wurde er in die American Academy of Arts and Sciences gewählt, ebenfalls 1988 in die American Academy of Arts and Letters.
Seit 1984 litt Price an einer Paraplegie, die durch einen Tumor (Astrozytom) im Bereich des Rückenmarks ausgelöst worden war. 2009 outete sich Price in seiner Autobiographie Ardent Spirits: Leaving Home, Coming Back als homosexuell. 2010 erhielt er für dieses Buch den Lambda Literary Award in der Kategorie Gay Memoir/Biography. Reynolds Price starb 2011 an den Folgen eines Herzinfarkts.